# 비행계획
비행계획(飛行計劃) 또는 플라이트 플랜(영어: flight plan)은 항공기가 비행을 때 항공 관서 (항공 교통 관제 기관 등)에 통보하는 비행에 대한 계획이다. 비행 계획 형식은 ICAO Doc 4444에 명시되어 있다. 여기에는 일반적으로 출발 및 도착 지점, 비행 중 예상 시간, 악천후 시 교체 공항, 비행 유형(계기 비행 규칙[IFR] 또는 시계 비행 규칙 여부), 조종사 정보, 탑승 인원수, 항공기 자체에 대한 정보 등 기본 정보가 포함된다. 대부분의 국가에서 IFR 비행에는 비행 계획이 필요하지만 국경을 넘지 않는 한 VFR 비행에서는 선택 사항일 수 있다. 비행 계획은 비행 기한이 지났을 때 구조대원에게 경고할 수 있는 방법을 제공하므로 특히 물과 같이 사람이 살기 힘든 지역 위를 비행할 때 적극 권장된다. 미국과 캐나다에서는 항공기가 방공식별구역(ADIZ)을 통과할 때 IFR 또는 DVFR(Defense VFR) 비행 계획이라고 하는 특수 유형의 VFR 비행 계획을 제출해야 한다. IFR 비행의 경우 항공 교통 관제소는 비행 계획을 사용하여 추적 및 라우팅 서비스를 시작한다. VFR 비행의 경우 유일한 목적은 수색 및 구조 작업이 필요한 경우 필요한 정보를 제공하거나 "특별 비행 규칙 구역"에서 비행할 때 항공 교통 관제소에서 사용하는 것이다.

## 같이 보기
- 국제 민간 항공 기구(ICAO)
- 국제 항공 운송 협회(IATA)
- 플라이트플랜(영화)